# Lemmy, Slim Jim & Danny B. (album)
Lemmy, Slim Jim & Danny B. è il primo album pubblicato, nel 2000 dal progetto rockabilly formato da Lemmy Kilmister (Motörhead), Danny B. Harvey (Lonesome Spurs) e Slim Jim Phantom (Stray Cats).

Il disco è noto anche con il nome di Rock & Roll Forever e contiene unicamente cover anni cinquanta in un rigoroso stile rockabilly semiacustico.

## Tracce
1. Big River
2. Lawdy, Miss Clawdy
3. You Got Me Dizzy
4. Cut Across Shorty
5. Tell Me How
6. Well... All Right
7. Take Your Time
8. Stuck on You
9. Love's Made a Fool of You
10. Trying to Get to You
11. Not Fade Away
12. Fool's Paradise
13. Peggy Sue Got Married
14. Crying, Waiting, Hoping
15. Learning the Game
16. Matchbox
17. True Love Ways
18. Heartbreak Hotel

## Formazione
- Lemmy Kilmister - voce, chitarra acustica, armonica a bocca
- Danny B. Harvey - basso, chitarra elettrica, tastiere
- Slim Jim Phantom - batteria, percussioni